# Station 's-Heerenhoek
Station 's-Heerenhoek (telegrafische verkorting Hrh) is een voormalig station aan de tramlijn Goes - Hoedekenskerke - Goes van de voormalige Spoorweg-Maatschappij Zuid-Beveland bij 's-Heerenhoek in de provincie Zeeland.
Het station werd geopend op 19 mei 1927 en gesloten op 15 mei 1934. Het stationsgebouw uit 1926 bestaat anno 2021 nog steeds op Molendijk 88.